# ベトテルFC
テーコン - ベトテルFC（Thể Công - Viettel FC) は、ベトナム・ハノイを本拠地とするプロサッカークラブである。

## 歴史
テーコンはベトナム人民軍のクラブ (Câu lạc bộ Quân đội) として1954年に設立された。
2009年、ベトナム人民軍はテーコンの解散を決め、トップチームはラムソン・タインホアFCとなり、Bチーム（U-19）はハノイT&T FCに譲渡されて、サイゴンFCの前身となった。テーコンのスポンサーを務めていたベトテルが残ったユースアカデミーを引き継ぎ、ベトテルFCは4部リーグから再出発した。
ベトテルFCは2018年Vリーグ2で優勝し、2019年からVリーグ1に昇格した。

## タイトル
- Vリーグ1：6回
  - 1981-1982、1982-1983、1987、1990、1998、2020

- Vリーグ2：2回
  - 2007、2018

- ベトナム・スーパーカップ（英語版）：1回
  - 1999

## AFC大会での成績
- アジアクラブ選手権：1回出場

1999-2000シーズン：2回戦敗退

## 歴代所属選手
- ブイ・ティエン・ドゥン（英語版） 2014-
- ヴ・ミン・トゥアン 2019-
- クエ・ゴック・ハイ 2019-
- グエン・チョン・ホアン（英語版） 2019-